# Nando Rafael
Nando Rafael (10. januar 1984 i Luanda) er en angolansk-tysk fodboldangriber, der spiller hos kinesiske Henan Jianye F.C.
Nando Rafael flygtede fra den angolanske borgerkrig som 8-årig og opholdt sig i Holland. Han fik sin fodboldopdragelse i Ajax Amsterdam, hvor han ifølge klubben var et større talent end spillere som Wesley Sneijder, Rafael van der Vaart og Nigel de Jong. Han skiftede til Borussia Mönchengladbach, men hans udvikling gik noget i stå hos Mönchengladbach, hvor han ikke fik den ønskede spilletid.
5. juni 2008 skrev han en 3-årig kontrakt med AGF og han blev fra begyndelsen regnet for at blive en af de bedste angribere i Superligaen. Han blev imidlertid ramt af flere mindre skader, og i efteråret 2009 var han ikke førstevalg for klubben, der samtidig fik økonomiske problemer. Begge dele forventede man at kunne afhjælpe med udlejningen til Augsburg.
Han kan tale flydende portugisisk, spansk, fransk, hollandsk, engelsk, tysk og derudover et par afrikanske dialekter.